# Maida Hill
Pour les articles homonymes, voir Maida (homonymie).
Maida Hill est un quartier du centre de Londres dans le district de la Cité de Westminster.